# Cercinthus
Genre
Synonymes
- Coccocephalus Fieber, 1860
- Coccodocephalus Fieber, 1861

Cercinthus est un genre d'insectes hémiptères du sous-ordre des hétéroptères (punaises), de la famille des Coreidae, de la sous-famille des Coreinae et de la tribu des Coreini.

## Liste des espèces
- Cercinthus elegans (Brullé, 1839)
- Cercinthus griseus (Fieber, 1861)
- Cercinthus lehmanni (Kolenati, 1856)